# Фам Тхань Лионг
Фам Тхань Лионг (в'єт. Phạm Thành Lương; нар. 10 вересня 1988, Ханой, В'єтнам) — в'єтнамський футболіст, лівий вінґер та атакувальний півзахисник, помічник Кіатісука Сенамуанга в клубі В.Ліги 1 «Конган» (Ханой).
Тхань Лионг, вихованець молодіжної команди «Ханой ACB», переведений до першої команди в 2006 році, з якою виграв Кубок країни 2008 року. Після розформування «Ханоя ACB» перейшов у T&T (Ханой). У цьому клубі виграв 5 титулів переможця В.Ліги 1 (2013, 2016, 2018, 2019, 2022), 3 національні кубки (2019, 2020, 2022) і 4 національні суперкубки (2018, 2019, 2020, 2022).
На міжнародному рівні був гравцем національної збірної В'єтнаму, яка виграла Кубок АФФ Сузукі 2008 року. Загалом зіграв у 74 матчах та відзначився шістьма голами за команду, перш ніж піти зі збірної після завершення Кубку АФФ 2016. 
Його прозвали «Дивним Лионгом» через його рідкісний талант і незвичайну ліву ногу (ліва нога на 1 см довша за праву). Чотири рази вигравав Золотий м'яч В'єтнаму в 2009, 2011, 2014, 2016 роках, а також був гравцем, який вигравав цей титул найбільше разів, Фам Тхань Лионг вважається одним з найкращих гравців в історії в'єтнамського футболу.
6 вересня 2023 року Фам Тхань Лионг офіційно оголосив про завершення кар'єри після 18 років виступів на офіційному рівні.

## Клубна кар'єра

### Початок кар'єри
Фам Тхань Лионг народився в комуні Фулиу (в'єт. xã Phù Lưu), Ингхоа (в'єт. Ứng Hòa), провінціх Хатай (нині Ханой). Тренувався з футбольною командою провінції Хатай, перш ніж у 15-річному віці приєднатися до молодіжної команди клубу «Ханой ACB».
У 2005 році разом з командою «Ханой ACB» (U-21) брав участь у молодіжному чемпіонаті В'єтнаму у Біньдінь, допоміг команді посісти друге місце й отримав звання найкращого гравця турніру. По завершенні вище вказаного турніру переведений до першої команди «Ханой ACB», яка виступала у В.Лізі 1.

### «Ханой ACB»
«Ханой ACB» — одна з найбагатшою історією в столичному футболі, оскільки вони вважаються «спадкоємцями» команди «Конган» (Ханой), однак їхні результати у В.Лізі 1 досить скромні. Після перемоги в Першому національному дивізіоні 2010 року Бау Кієн швидко перепідписав Тхань Лионга і не запрошував нікого з трансферного ринку, незважаючи на досить міцну фінансову основу. У «Ханої ACB» вважався своєрідним «мотором» команди. У період, коли «Ханой ACB» пішов на спад і був понижений в класі у 2009-2010 роках, був періодом, коли Лионг грав «дивовижно» піднесено й залишив свій слід на кожному турнірі. Тхань Лионг став одним з провідних гравців, які допомогли столичній команді повернутися до В.Лізі після 2 років виступів у першому дивізіоні. Однак, оскільки занадто багато залежало від Фама, часом люди жартували, що «Ханой ACB» — це команда «Тхань Лионга та його друзів». «Дивовижний» Лионг може бути талановитим гравцем, але він не може нести всю команду, якій бракує бажання та єдності. Навіть перебуваючи на посаді, пан Енріке Калішту одного разу поскаржився, що: «Для Тхань Лионга важко максимально розкрити свій талант, якщо він працює лише в непрофесійному середовищі, як у Ханой ACB»[джерело?].
Лише через день після того, як футбольний клуб «Ханой» пережив пониження в класі із сезону 2012 року, пана Кієна заарештували за незаконний бізнес. Отримавши цю новину, Тхань Лионг і його товариші по команді були надзвичайно приголомшені і не могли повірити своїм вухам[джерело?].
Без президенства Кієна футбольний клуб «Ханой» втратив фінансування та був змушений відмовитися від участі в сезоні 2013 року. Тхань Лионг і його товариші по команді були вкрай збентежені, бо не знали, що принесе майбутнє. Футбольний клуб «Ханой» не брав участі в турнірі, але не оголосив про розформування, тому гравці не мали можливості вільно знайти нове місце роботи, однак, якщо вони хочуть піти, вони повинні заплатити клаусулу за власний рахунок або знайти спонсора для переходу, що було непросто[джерело?].
На щастя для Тхань Лионга, саме тоді, коли він подумав, що йому потрібно зробити перерву у футболі, щоб побути вдома та подбати про своїх дітей, йому зателефонував пан Хіен. Власник T&T Group давно захоплювався талантом Тхань Лионга, тому він, не вагаючись, витратив понад 3 мільярди на футбольний клуб  T&T (Ханой), щоб отримати його послуги[джерело?].

### T&T (Ханой)
Прийшов до T&T (Ханой), змагаючись у сильній команді з високоякісними зірками, Тхань Лионг зміг показати себе якнайкраще[джерело?].

#### Сезон 2013: Перший чемпіонат на клубному рівні
У сезоні 2013 Лионг був «дивовижним», і хоча він забив лише два голи, але зробив багато результативних передач для своїх товаришів по команді. Завжди був важливою ланкою в тактичній схемі тренера Фан Тхань Хунга завдяки своїй здатності до адаптації під різну схему[джерело?].

#### Сезон 2014, 2015: дві срібні нагороди поспіль
У В.Лізі 1 2014 і 2015 років Тхань Лионг грав добре в період, коли Т&Т (Ханой), здавалося, боровся за чемпіонство з «Біньзионгом». У багатьох матчах він вражав швидкими проходами та результативними передачами, але цього було недостатньо для того, щоб команда виграла чемпіонат[джерело?].

#### Сезони 2016-2023: великий успіх для клубу
Під час бурхливого сезону 2016 року Тхань Лионг став незамінною опорою клубу. Він був не тільки провідним гравцем на полі, але й опорою для новачків, таких як Хунг Зунг, Куанг Хай, Ван Тхань у чемпіонат у 2016 році, незважаючи на дуже невдалий старт[джерело?].
У сезоні 2018 і 2019 років, коли молоді зірки набираються досвіду, Тхань Лионг через свій вік грає не регулярно, але величезний досвід і клас зірки став безцінними для молодих талантів клубу[джерело?]. Його часто випускали на поле, щоб він робив швидкі проходи на фланзі, підтримував високий темп гри та ставати міцною точкою опори для своїх товаришів по команді, особливо в принципових матчах[джерело?]. 31 серпня 2023 року, після 18 років виступів на професійному рівні, офіційно завершив кар'єру гравця.

## Кар'єра в збірній
Тхань Лионг був особисто викликаний тренером Енріке Калішту до збірної В'єтнаму, яка готувалася до Чемпіонату Південно-Східної Азії з футболу 2008 року. На вище вказаному турнірі зіграв досить успішно і відзначився 2-ма голами, проти Малайзії та Лаосу, чим сприяв виграшу збірної В'єтнаму чемпіонату.
Був капітаном олімпійської збірної В'єтнаму (U-23) на 26-х іграх Південно-Східної Азії. У півфінальному матчі проти збірної Індонезії (U-23) отримав травму голови під час боротьби за м'яч, через що був терміново доставлений у лікарню після закінчення матчу, де йому наклали 8 швів.
Після невдалого для збірної В'єтнаму Кубку АСЕАН 2016 (програш Індонезії із загальним рахунком 3:4 у півфіналі) Фам Тхань Лионг офіційно попрощався з в'єтнамською командою. За 9 років провів 78 матчів та відзначився 7-ма голами.
У 2019 році тренер Пак Хан Со запропонував Фаму повернутися до національної збірної, але він відмовився, оскільки хотів дати шанс талановитій молоді[джерело?].

## Кар'єра тренера
8 вересня 2023 року Тхань Лионг у віці 35 років був призначений тренером клубу В.Ліги 2 «Хоабінь». У березні 2024 року він покинув «Хоабінь», щоб стати помічником головного тренера Кіатісука Сенамуанга в «Конгані» (Ханой).

## Стиль гри
Тхань Лионг має вмілу, унікальну ліву ногу, щоб пасувати або перехоплювати м'яч, тоді як сильною стороною його правої ноги є відбір та утримання м'яча. Він часто переходить із флангу до центру, а потім виконує гострі пережачі або потужні удари. За такі зміщення і добивання його часто порівнюють з талановитим нідерландським півзахисником Ар'єном Роббеном.

## Особисте життя
Наприкінці 2011 року Фам Тхань Лионг відгуляв весілля зі своєю дівчиною Нгуєн Тхань Хюєн. Наразі пара виховує разом сина та доньку.

## Статистика виступів у збірній

### По роках
| Збірна  | Рік     | Матчі | Голи |
| ------- | ------- | ----- | ---- |
| В'єтнам | 2008    | 11    | 1    |
| В'єтнам | 2009    | 4     | 0    |
| В'єтнам | 2010    | 12    | 1    |
| В'єтнам | 2011    | 5     | 1    |
| В'єтнам | 2012    | 12    | 1    |
| В'єтнам | 2013    | 6     | 0    |
| В'єтнам | 2014    | 9     | 1    |
| В'єтнам | 2015    | 2     | 0    |
| В'єтнам | 2016    | 13    | 1    |
| Загалом | Загалом | 74    | 6    |

### Голи за збірну
Забиті м'ячі збірної В'єтнаму подані в таблиці на першому місці.
| # | Дата              | Місце                                       | Суперник       | Рахунок | Результат | Змагання                           |
| - | ----------------- | ------------------------------------------- | -------------- | ------- | --------- | ---------------------------------- |
| 1 | 8 грудня 2008     | Суракул, Пхукет, Таїланд                    | Малайзія       | 1–0     | 3–2       | Чемпіонат АСЕАН 2008               |
| 2 | 10 грудня 2008    | Суракул, Пхукет, Таїланд                    | Лаос           | 2–0     | 4–0       | Чемпіонат АСЕАН 2008               |
| 3 | 6 січня 2010      | Сайда, Сайда, Ліван                         | Ліван          | 1–1     | 1–1       | кваліфікація кубку Азії 2011       |
| 4 | 29 червня 2011    | Тхонгнят, Хошимін, В'єтнам                  | Макао          | 4–0     | 6–0       | кваліфікація чемпіонату світу 2014 |
| 5 | 28 листопада 2014 | Національний стадіон Мідінь, Ханой, В'єтнам | Філіппіни      | 3–0     | 3–1       | Чемпіонат АСЕАН 2014               |
| 6 | 6 жовтня 2016     | Тхонгнят, Хошимін, В'єтнам                  | Північна Корея | 5–2     | 5–2       | Товариський матч                   |

#### U-23
| #  | Дата              | Місце                                       | Суперник | Рахунок | Результат | Змагання                        |
| -- | ----------------- | ------------------------------------------- | -------- | ------- | --------- | ------------------------------- |
| 1. | 7 листопада 2009  | Національний стадіон Мідінь, Ханой, В'єтнам | КНР      | 2–0     | 3–1       | Кубок ВФФ 2009                  |
| 2. | 11 грудня 2009    | Національний стадіон Лаосу, В'єнтьян, Лаос  | Камбоджа | 1–0     | 6–1       | Ігри Південно-Східної Азії 2009 |
| 3. | 11 грудня 2009    | Національний стадіон Лаосу, В'єнтьян, Лаос  | Камбоджа | 3–0     | 6–1       | Ігри Південно-Східної Азії 2009 |
| 4. | 19 жовтня 2011    | Національний стадіон Мідінь, Ханой, В'єтнам | М'янма   | 4–0     | 5–0       | Кубок ВФФ 2011                  |
| 5. | 19 жовтня 2011    | Національний стадіон Мідінь, Ханой, В'єтнам | М'янма   | 5–0     | 5–0       | Кубок ВФФ 2011                  |
| 6. | 12 листопада 2011 | Лебак Булус, Джакарта, Індонезія            | Бруней   | 4–0     | 8–0       | Ігри Південно-Східної Азії 2011 |

#### U-19
| #  | Дата              | Місце              | Суперник | Рахунок | Результат | Змагання                                    |
| -- | ----------------- | ------------------ | -------- | ------- | --------- | ------------------------------------------- |
| 1. | 25 листопада 2005 | Тханьлонг, Хошимін | Мальдіви | 4–1     | 4–1       | кваліфікація юнацького чемпіонату Азії 2006 |

## Статистика тренера
Станом на 9 березня 2024
| Команда   | З              | По              | Досягнення | Досягнення | Досягнення | Досягнення | Досягнення | Досягнення | Досягнення | Досягнення |
| Команда   | З              | По              | Іг         | В          | Н          | П          | ЗМ         | ПМ         | РМ         | % перемог  |
| --------- | -------------- | --------------- | ---------- | ---------- | ---------- | ---------- | ---------- | ---------- | ---------- | ---------- |
| «Хоабінь» | 8 вересня 2023 | 12 березня 2024 | 12         | 2          | 5          | 5          | 8          | 16         | −8         | 16,67      |
| Загалом   | Загалом        | Загалом         | 12         | 2          | 5          | 5          | 8          | 16         | —          | 16,67      |

## Досягнення
«Ханой ACB»
- В.Ліга 2
  -  Срібний призер (1): 2009

- Кубок В'єтнаму
  -  Володар (2): 2006, 2008

- Суперкубок В'єтнаму
  -  Фіналіст (1): 2008

«Ханой»
- В.Ліга 1
  -  Чемпіон (5): 2013, 2016, 2018, 2019, 2022
  -  Срібний призер (3): 2014, 2015, 2020

- Кубок В'єтнаму
  -  Володар (3): 2019, 2020, 2022
  -  Фіналіст (2): 2015, 2016

- Суперкубок В'єтнаму
  -  Володар (4): 2018, 2019, 2020, 2022
  -  Фіналіст (3): 2013, 2015, 2016

олімпійська збірна В'єтнаму
- Ігри Південно-Східної Азії
  -  Срібний призер (1): 2009

- Кубок ВФФ
  -  Володар (1): 2009
  -  Фіналіст (1): 2011

«В'єтнам»
- Чемпіонат АСЕАН
  -  Чемпіон (1): 2008

- Кубок ВФФ
  -  Фіналіст (1): 2008

Індивідуальні
- Найкраща XI Чемпіонату АСЕАН: 2014
- Золотий м'яч В'єтнаму: 2009, 2011, 2014, 2016
- Срібний м'яч В'єтнаму: 2010
- Найкращий молодий гравець за версією В'єтнамської федерації футболу: 2010, 2011
- Найкращий молодий (U-21) гравець національного чемпіонату: 2005
- Збірна команда (найкраща XI) Чемпіонату АСЕАН: 2014